# 이탈리아인 (소설)

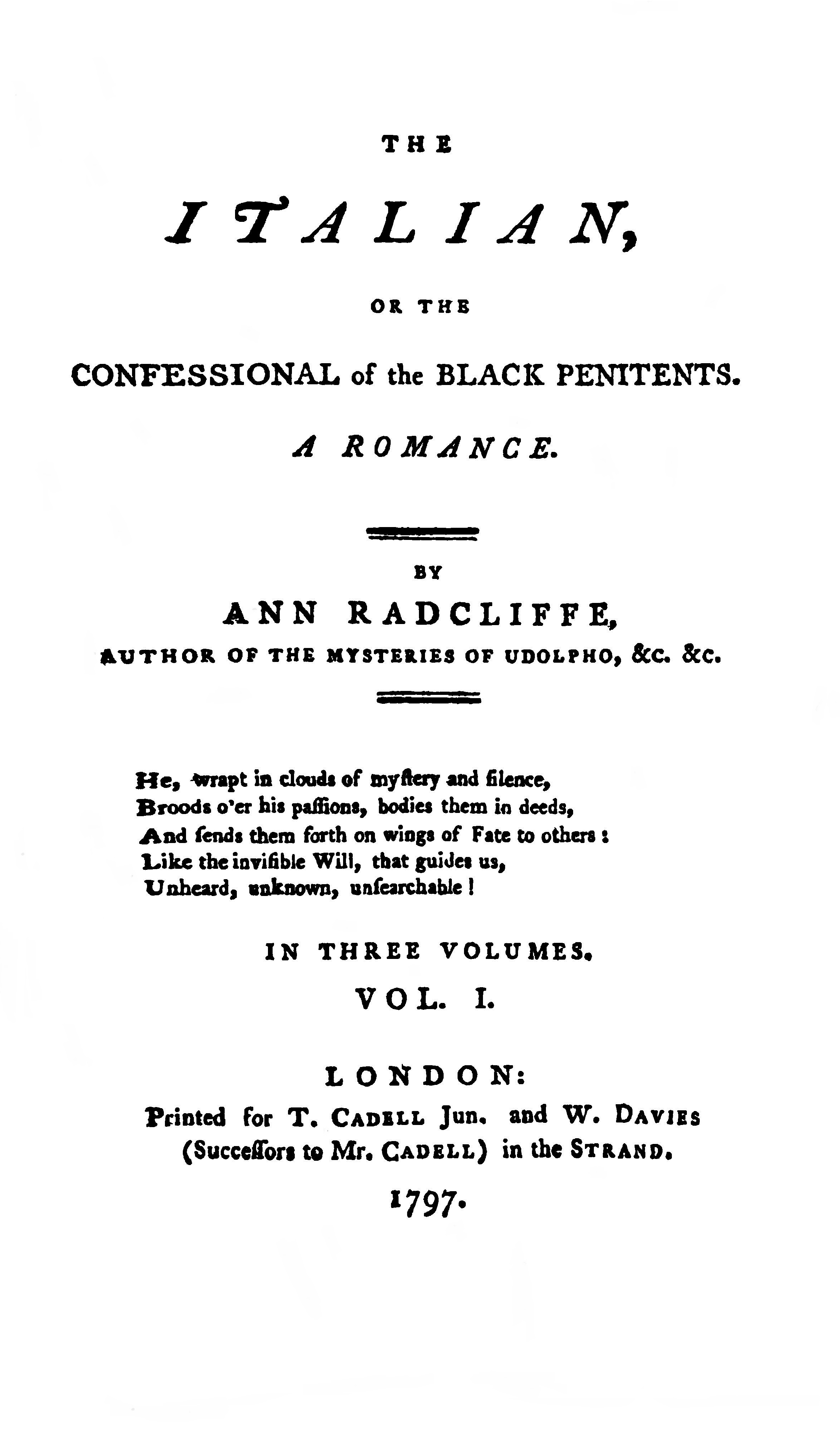

《이탈리아인》(The Italian)은 잉글랜드의 여성 고딕 소설의 대표 작가 앤 래드클리프의 1797년 고딕물이다.앤 래드클리프에게 재정적 성공을 안겨 준 작품이다. 빈첸티오와 엘레나를 둘러싼 음모와 두 남녀의 여정을 그렸다. 여주인공 엘레나가 겪는 수모를 통해 당대 여성의 지위에 대해 비판하고 권력과 재력을 인간의 내면과 자질보다 우선시하는 현실을 꼬집는다. 치밀하고 섬세한 심리 묘사가 돋보인다.

## 배경
18∼19세기 영국 여류 작가 앤 래드클리프의 소설로 고딕 소설 중에서도 ‘여성 고딕 소설’로 분류된다. 고딕 소설은 기이한 전설과 유령 등 논리적으로 설명할 수 없는 사건을 통해 독자에게 불안과 긴장, 공포를 경험하게 하고 이런 감정을 해소시켜 카타르시스를 불러일으키는 문학의 한 장르라고 정의할 수 있다. 월폴의 ≪오트란토 성≫을 시초로 등장한 고딕 소설은 초자연적 사건에 연루된 남성 인물이 주변으로부터 단절되고 스스로를 파괴하는 과정을 그려 냈는데 이러한 성향의 고딕 소설은 ‘남성 고딕 소설’로 분류한다.
한편 ‘여성 고딕 소설’은 그와 반대로 비현실적 영역이 적으며, 여성 인물이 잃어버렸거나 파괴된 가정을 회복하는 과정을 중심으로 이야기를 진행한다. 특히 ‘여성 고딕 소설’은 당대 여성의 삶에서 큰 비중을 차지하던 결혼과 가정의 외양을 드러냄으로써 여성의 지위에 대한 실제적 갈등을 보여 준다. ≪이탈리아인≫에서는 원하지 않는 선택을 강요당하는 여성 인물을 제시해 배우자 선택에 가장 중요한 요소가 무엇인지 간접적으로 다루고 있다. 즉, 권력이나 재력보다 내면적 가치과 개인적 자질을 높이 평가해야 한다는 것을 내포하고 있는 것이다. 또한 여성 고딕 소설은 과격하고 폭력적인 장면이 아닌 온건하고 섬세한 감정 묘사가 중심인 것이 특징이다. 앤 래드클리프의 변화하는 감정과 복잡한 심리에 대한 섬세하고 치밀한 묘사는 악인으로 등장하는 인물에 대해서도 공감을 이끌어 낼 정도다. 때문에 ≪이탈리아인≫은 ‘여성의 지위에 대한 반성’과 ‘감상주의의 유행’ 같은 역사적 맥락과 함께 살펴볼 가치가 있다.